# Manfred Słaboń
Manfred Słaboń (ur. 19 października 1941 w Staniszczach Wielkich, zm. 26 listopada 2023) – polski ksiądz katolicki, proboszcz parafii w Olbrachcicach i Łączniku koło Prudnika, etnograf, autor słownika gwar na Śląsku, poeta, dziennikarz.

## Życiorys

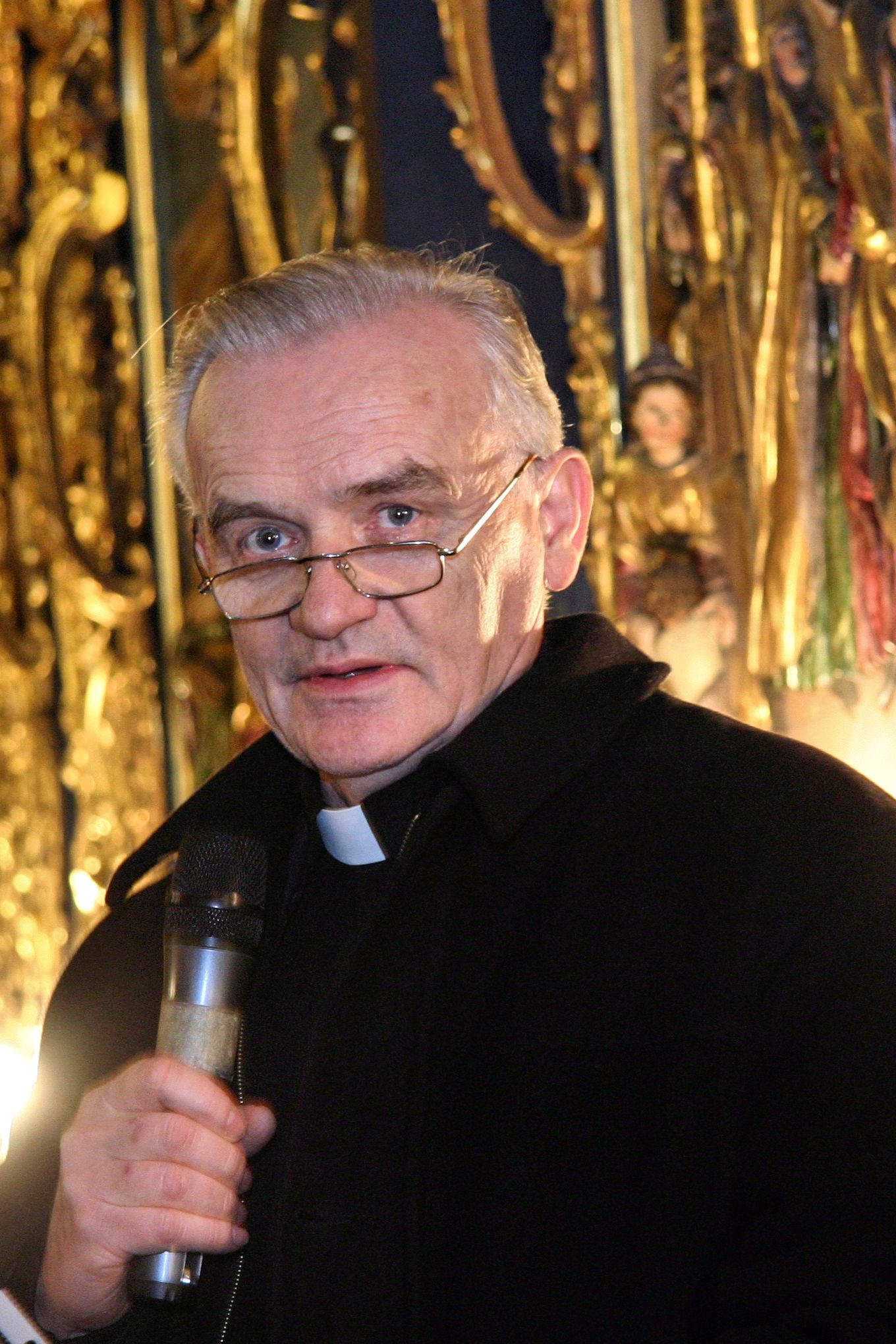
Słaboń w kościele Mariackim w Krakowie podczas prezentacji twórczości w czasie spotkania Konfraterni Krakowskiej (styczeń 2008)

Pochodził ze śląskiej rodziny. Był synem Adelajdy i Wiktora. Uczęszczał do seminarium duchownego w Nysie. 20 czerwca 1965 w Opolu przyjął święcenia kapłańskie. Od 1965 do 1968 pracował jako wikariusz w parafii św. Katarzyny Aleksandryjskiej w Dobrzeniu Wielkim. Następnie, w latach 1968–1971 był wikariuszem w parafii Dobrego Pasterza w Bytomiu-Karbiu, w latach 1971–1972 w parafii Najświętszej Maryi Panny Wspomożenia Wiernych w Gliwicach-Sośnicy, a od 21 sierpnia 1972 do 5 marca 1975 w parafii św. Katarzyny Aleksandryjskiej w Toszku.
W 1975 został wikariuszem-ekonomem w parafii Niepokalanego Poczęcia Najświętszej Maryi Panny w Olbrachcicach koło Prudnika, po czym został mianowany jej proboszczem. Zainteresowała go odmienność mowy śląskiej lokalnej ludności, posługującej się gwarami prudnickimi Goloków i Krysioków. Zaczął spisywać opowieści Ślązaków o dawnym życiu na Śląsku Opolskim.
Biskup Alfons Nossol mianował go wikariuszem-ekonomem parafii Nawiedzenia Najświętszej Maryi Panny w Łączniku w czerwcu 1980. 26 czerwca 1980 został proboszczem parafii. W tym czasie uzyskał zgodę Nossola na badanie mowy śląskiej. Studiując fonetykę, dialektologię, historię regionu i wpływy językowe związane z osadnictwem czeskim i niemieckim, zaczął spisywać w notesie regionalizmy z Łącznika i okolic, a także z dalszych miejscowości. Z czasem zaczął je zapisywać na większych kartkach, dzięki czemu oprócz podstawowego znaczenia słowa mógł podawać opis sytuacji, w której słowo funkcjonowało, jego synonimy, wzbogacenie przez przymiotniki, czasowniki odrzeczownikowe, miejsce używania gwary, wiek ludzi posługujących się nią, opis obyczajów i zastosowanie wyrażenia w różnym kontekście. Z jego inicjatywy w latach 1983–1999 zbudowano kościół Niepokalanego Serca Maryi w Mosznej, a w latach 2002–2009 kościół św. Teresy Benedykty w Pogórzu. W celu zdobycia pieniędzy na prowadzenie budowy, zatrudniał się na zastępstwo w parafiach w Niemczech i Holandii.
W 1993 zaczął pisemnie opracowywać śląski słownik etnograficzny. W 2002 jego słownik, już w wersji elektronicznej, zawierał 30500 haseł z synonimami, opisaniem zakresu, celu używania, wpływów dialektu lokalnego i wyrażeń obcych. W 2012 liczba haseł w słowniku wynosiła około 251 tysięcy. W 2019 było ich 270 tysięcy. Ostatecznie zawartość słownika przekroczyła 310 tysięcy haseł. Nawiązał kontakt z dialektologami Instytutu Śląskiego w Opolu, opracowującymi „Słownik gwar śląskich”. Współpracował m.in. z redakcjami „Tygodnika Prudnickiego” i rocznika „Ziemia Prudnicka”. Publikował wiersze, wydawane m.in. przez Konfraterię Poetycką w Krakowie oraz przez Nyskie Stowarzyszenie Poetów. Wydawał tygodnik „Łącznik z Bogiem”.

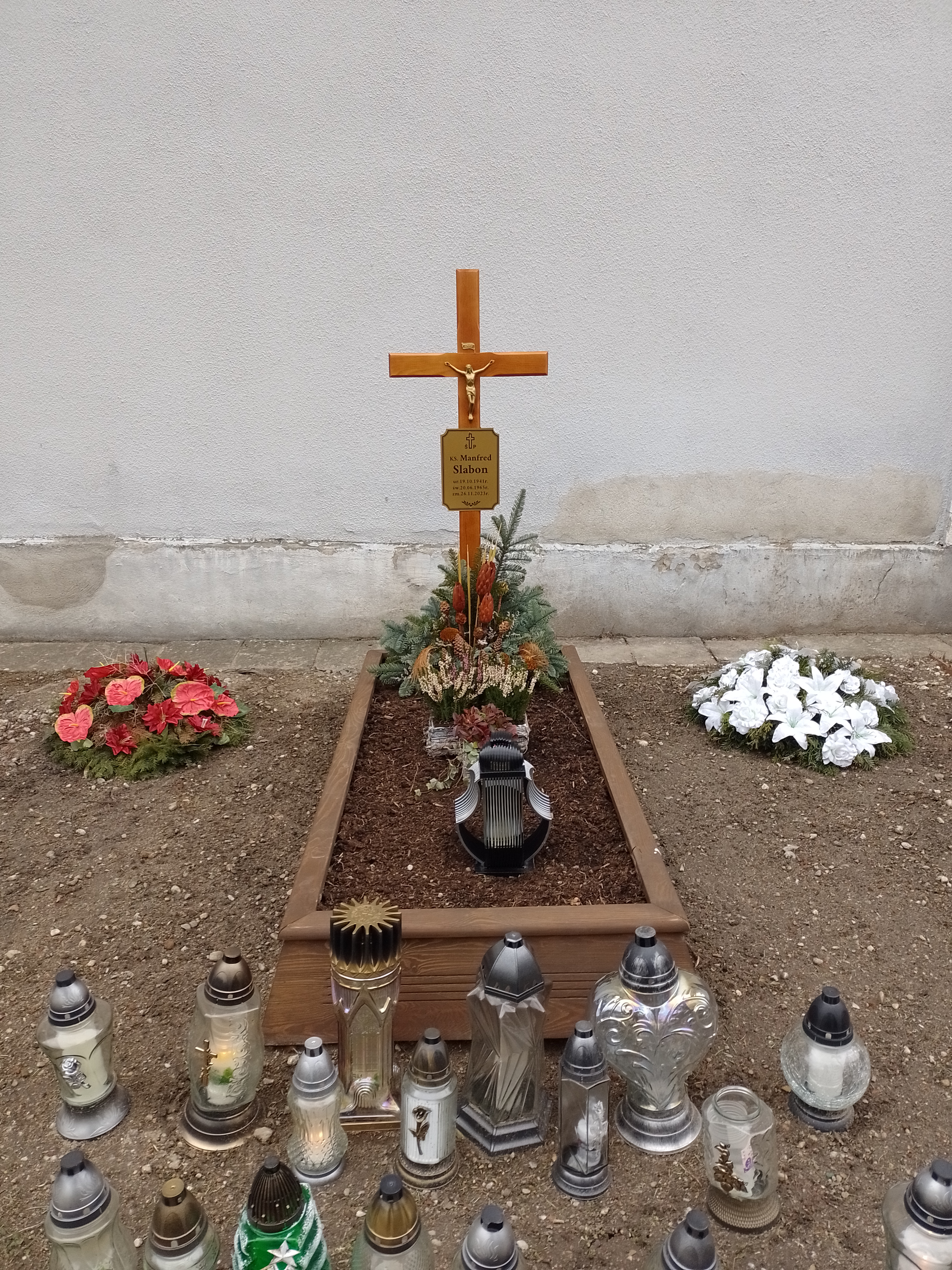
Grób Manfreda Słabonia w Łączniku (2024)

W 2004 nadano mu tytuł dziekana honorowego. W latach 2007–2010 był członkiem rady kapłańskiej z wyboru. 24 sierpnia 2016 przeszedł na emeryturę, pozostając rezydentem Łącznika. Był inicjatorem powstania w Łączniku muzeum i domu spotkań „Robertus” w 2022. Zmarł 26 listopada 2023 w wieku 82 lat. Został pochowany w Łączniku.